# تبريد بالليزر
التبريد بالليزر هي تقنيات تبريد تهدف للوصول بالجسم المُبرد إلى درجة حرارة قريبة من الصفر المطلق من خلال تسليط حزمة فوتونات على حركة الذرات فتتباطأ وتفقد حراراتها. نال كلٌ من كلود كوهين تانوجي وستيفن تشو جائزة نوبل في الفيزياء عام 1997م لإسهاماتهم في تطوير هذه التقنية. 

تبسيط مبدأ دوبلر الليزر التبريد:

| 1   | ثابتة ذرة يرى الليزر لا أحمر ولا أزرق تحول و لا يمتص الفوتون.                                                         |
| 2   | ذرة تتحرك بعيدا عن الليزر يراها حمراء تحول و لا يمتص الفوتون.                                                         |
| 3.1 | ذرة تتحرك نحو ليزر يراها الأزرق-تحول و يمتص الفوتون ، وتباطؤ الذرة.                                                   |
| 3.2 | الفوتون يثير ذرة ينتقل الإلكترون إلى أعلى الكم الدولة.                                                                |
| 3.3 | الذرة إعادة تنبعث الفوتون. كما اتجاهه هو عشوائي ، لا يوجد صافي التغير في الزخم على العديد من امتصاص الانبعاثات دورات. |

## تبريد دوبلر

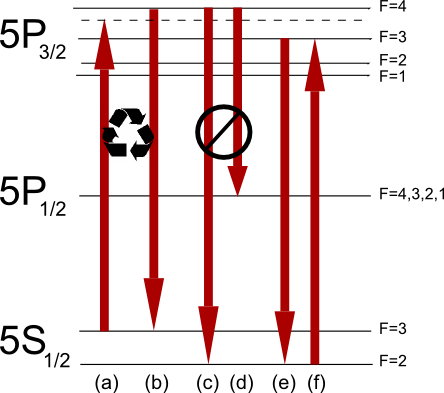
الليزر اللازمة الضوئية الممغنطة محاصرة من الروبيديوم 85: (أ) & (ب) الاستيعاب (الأحمر detuned إلى خط منقط) و عفوية الانبعاثات دورة (ج) و (د) يحظر التحولات ، (e) يدل على أنه إذا كان تبريد الليزر يثير ذرة إلى F=3 الدولة ، فإنه يسمح تسوس إلى "الظلام" أقل فائق الدقة, F=2 الدولة ، والتي من شأنها أن توقف عملية التبريد ، إذا لم يكن repumper الليزر (f).

## التجارب في تطوير تقنية التبريد بالليزر
يُستخدم التبريد بالليزر للحصول على ذراتٍ ذات برودة شديدة لتجارب متعلقة بميكانيكا الكم،هذه التجارب تتطلب درجة حرارة قريبة من الصفر المطلق - حوالي سالب 273.2 درجة مئوية- حيث تظهر بعض ظواهر ميكانيكا الكم الفريدة كظاهرة تكاثف بوز-أينشتاين. سابقًا كان التبريد بالليزر موجه للذرات الوحيدة لكن في ظل التطور القائم أضحى بالإمكان تبريد جسيمات صغيرة .
- في عام 2010 م تمكن فريق أبحاث في جامعة ييل من تبريد جزيئات ثنائية الذرة.[2]
- وفي عام 2011 م تمكن فريق من معهد كاليفورنيا للتقنية وجامعة فيينا من تحقيق تقدم آخر حيث بُرَدت صفيحة بأبعاد (1μm×10μm).[3]